# Kværndrup Sogn
Kværndrup Sogn ist eine Kirchspielsgemeinde (dän.: Sogn)
auf der Insel Fyn (dt.: Fünen) im südlichen Dänemark.
Bis 1970 gehörte sie zur Harde Sunds Herred im damaligen Svendborg Amt, danach zur Ryslinge Kommune im
Fyns Amt, die im Zuge der  Kommunalreform zum 1. Januar 2007 in der
Faaborg-Midtfyn Kommune in der Region Syddanmark aufgegangen ist.
Im Kirchspiel leben 2412 Einwohner, davon 1706 im Kirchdorf (Stand: 1. Januar 2023).
Im Kirchspiel liegt die Kirche „Kværndrup Kirke“.
Nachbargemeinden sind im Westen Krarup Sogn, im Nordwesten Herringe Sogn, im Norden Ringe Sogn und Ryslinge Sogn sowie im Nordosten Gislev Sogn, ferner in der südöstlich gelegenen Svendborg Kommune im Osten Gudbjerg Sogn und im Süden Lunde Sogn und Stenstrup Sogn.

## Sehenswürdigkeiten

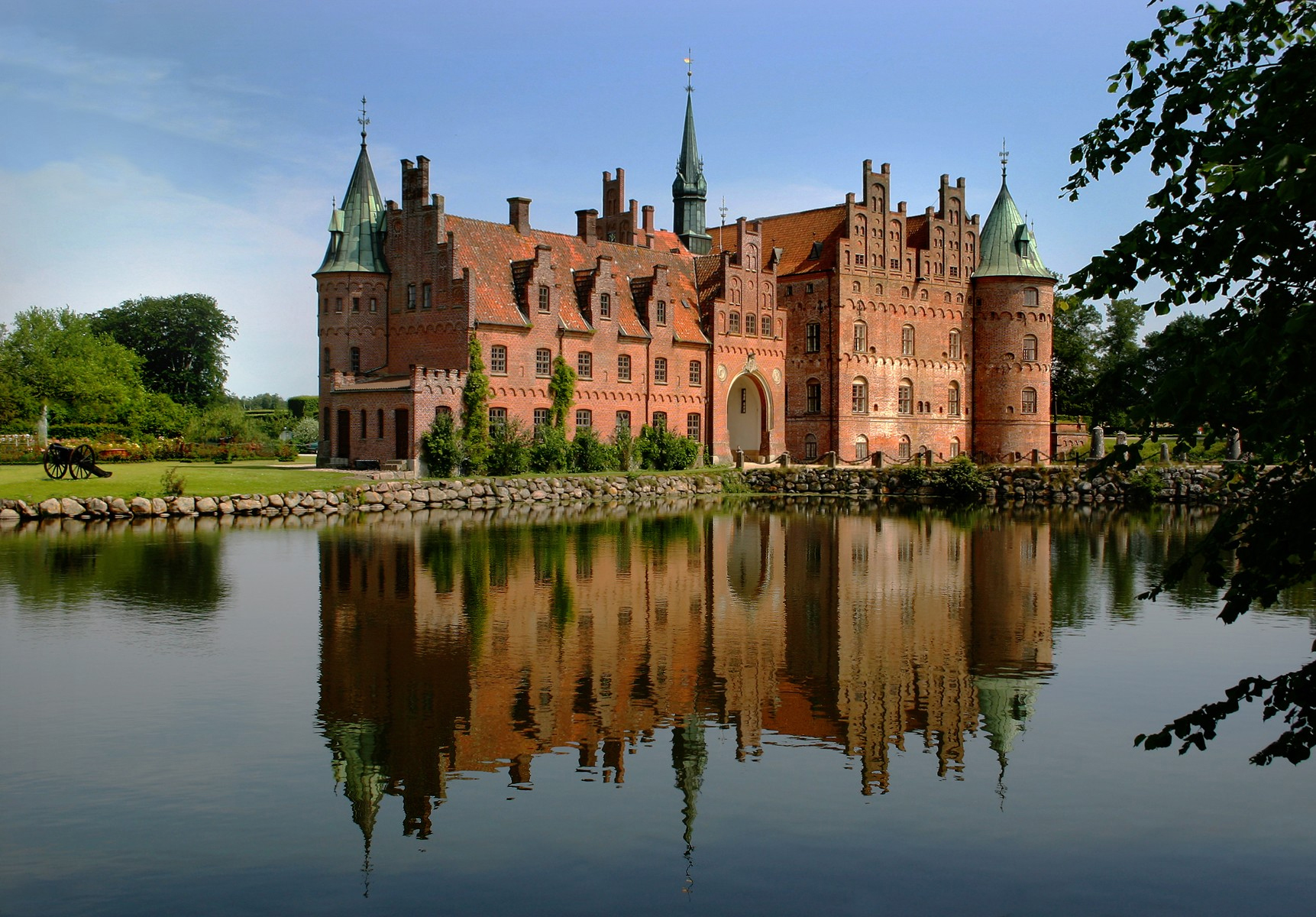
Schloss Egeskov

Das Schloss Egeskov ist ein Schloss aus dem 16. Jh. mit Mauertürmen, Graben, Baumwipfelpfaden, Gärten, Irrgärten und Spielplatz. Es ist in der Sommersaison täglich geöffnet und bietet u. a. mit Führungen Einblicke in die Welt des Mittelalters.
Des Weiteren finden hier mehrere besondere Veranstaltungen, wie z. B. einen Mittelaltermarkt sowie verschiedene Ritterspektakel statt.

## Verkehr

### Straßenverkehr
Kværndrup ist im Straßenverkehr der Region Fünen ein wichtiger Knotenpunkt. Dort kreuzen sich die Ost-West-Magristrale, die Route 8 und die Nord-Süd-Magistrale, die Route 9 die hier als Autobahn an dem Ort im Osten vorbeiführt. Der Verknüpfungspunkt ist die Ausfahrt 14 Kværndrup.

### Schienenverkehr
Kværndrup ist an das dänische Eisenbahnnetz angeschlossen. Von dem im Westen gelegenen Bahnhof aus verkehren jew. stündlich Regionalbahnen nach Svendborg bzw. Ringe und weiter bis Odense und verbinden so die Gemeinde mit den Regionen Mittel- und Südfünen. Die Dänische Staatsbahn DSB verkehrt dort mit Triebwagen der Baureihe DSB MQ.